# الدوري التشيلي لكرة القدم 1939
الدوري التشيلي لكرة القدم 1939 (بالإسبانية: Primera División de Chile 1939)‏ هو الموسم 7 من الدوري التشيلي لكرة القدم. كان عدد الأندية المشاركة فيه 10، وفاز فيه كولو-كولو.